# STS-4
STS-4 — четвёртый космический полёт МТКК «Колумбия», четвёртый полёт по программе «Спейс шаттл».

## Экипаж
- (НАСА): Маттингли, Томас Кеннет (2) — командир;
- (НАСА): Хартсфилд, Генри Уоррен (1) — пилот.

## Параметры полёта
- Вес:
  - Вес при старте: 109 616 кг
  - Вес при приземлении: 94 774 кг
  - Полезная нагрузка: 11 109 кг
- Перигей: 295 км
- Апогей: 302 км
- Наклонение: 28,5°
- Период обращения: 90,3 мин

## Описание полёта
Последний испытательный полёт МКТС «Спейс шаттл». Первая посадка шаттла на бетонную полосу.

## Галерея

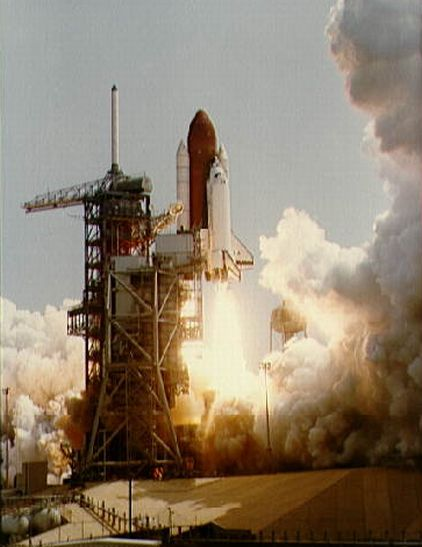
Старт шаттла «Колумбия» STS-4.
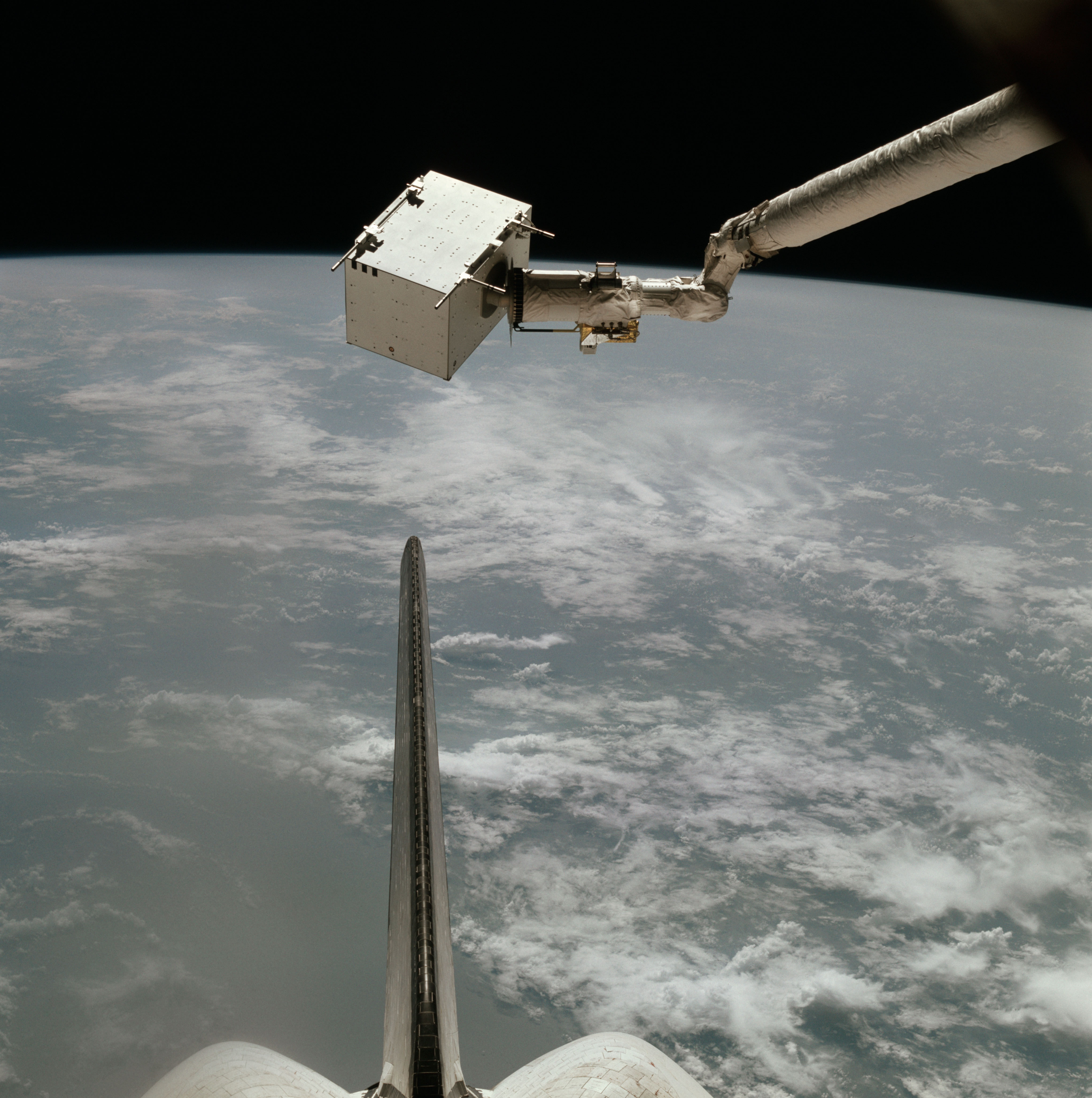
В космосе. Управление манипулятором.
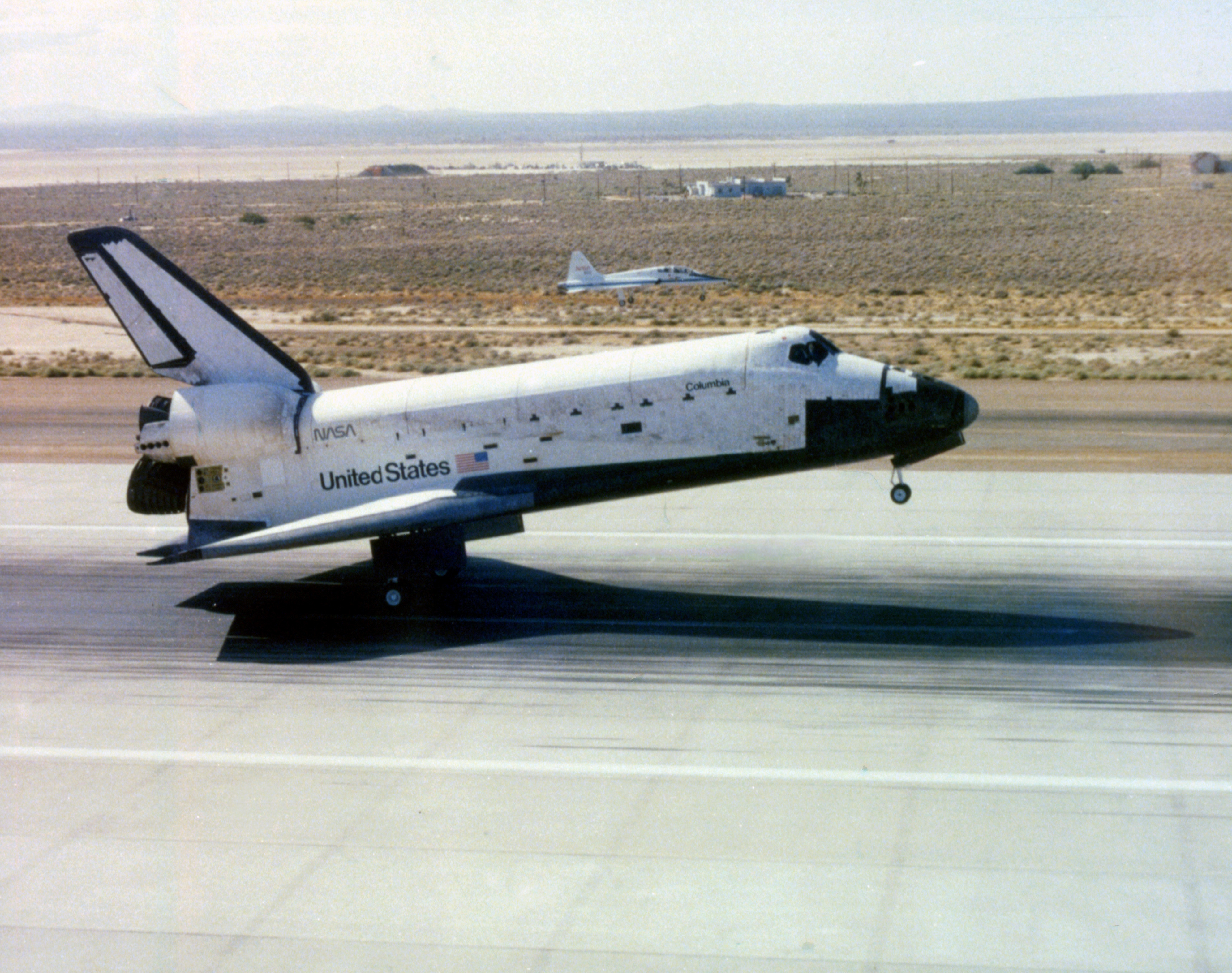
Колумбия приземляется на взлетно-посадочной полосе 22 Эдвардс Air Force Base
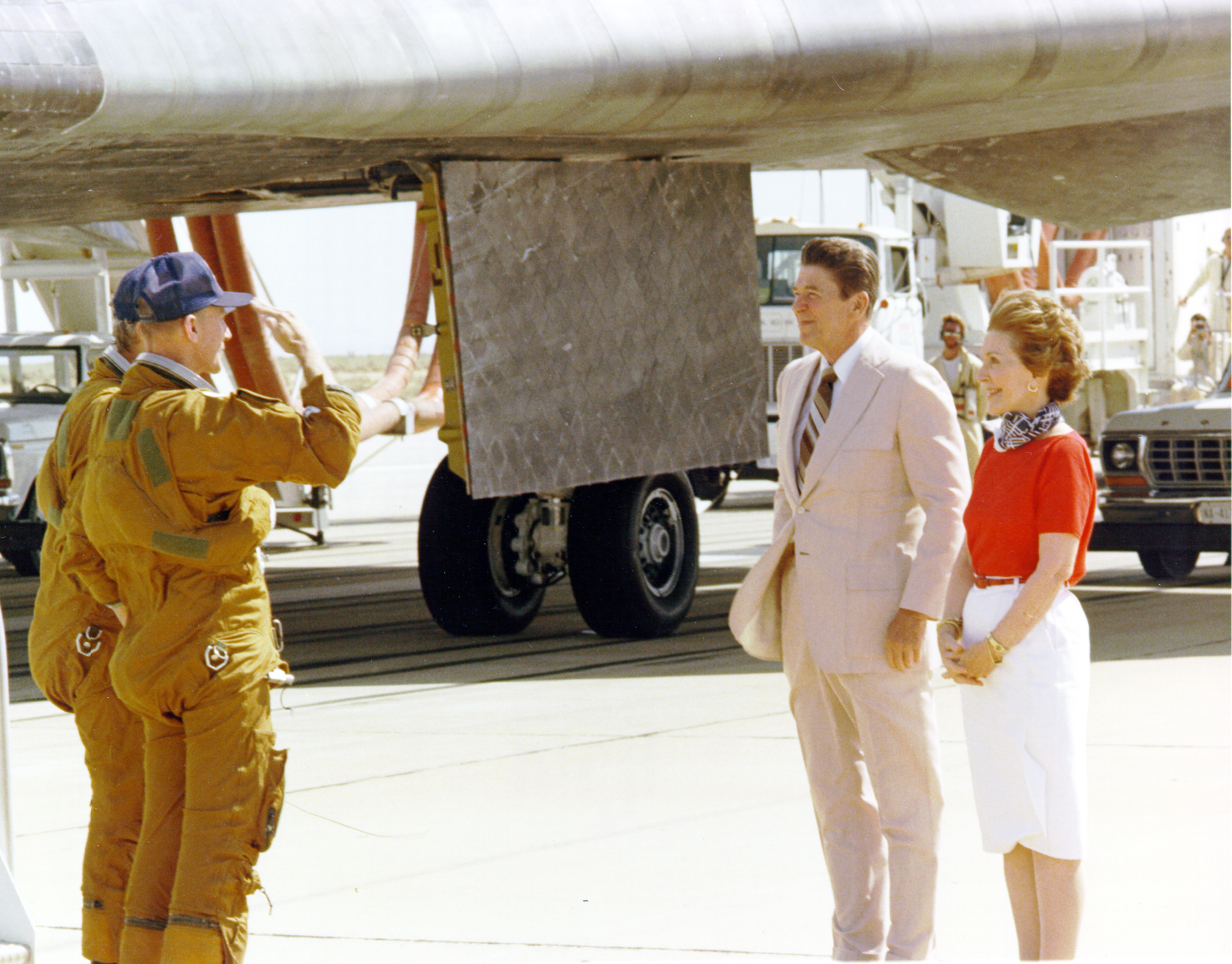
Генри Хартсфилд и Кен Маттингли приветствуют Рейгана после посадки.